# Savassa
Savasse és un municipi francès situat al departament de la Droma i a la regió d'Alvèrnia-Roine-Alps. L'any 2007 tenia 1.243 habitants.

## Demografia

### Població
El 2007 la població de fet de Savasse era de 1.243 persones. Hi havia 486 famílies de les quals 98 eren unipersonals (37 homes vivint sols i 61 dones vivint soles), 196 parelles sense fills, 151 parelles amb fills i 41 famílies monoparentals amb fills.
La població ha evolucionat segons el següent gràfic:
Habitants censats

### Habitatges
El 2007 hi havia 547 habitatges, 497 eren l'habitatge principal de la família, 42 eren segones residències i 8 estaven desocupats. 486 eren cases i 53 eren apartaments. Dels 497 habitatges principals, 382 estaven ocupats pels seus propietaris, 91 estaven llogats i ocupats pels llogaters i 24 estaven cedits a títol gratuït; 1 tenia una cambra, 28 en tenien dues, 72 en tenien tres, 113 en tenien quatre i 283 en tenien cinc o més. 405 habitatges disposaven pel capbaix d'una plaça de pàrquing. A 184 habitatges hi havia un automòbil i a 291 n'hi havia dos o més.

### Piràmide de població
La piràmide de població per edats i sexe el 2009 era:
| Homes | Edats   | Dones |
| ----- | ------- | ----- |
| 0     | 95 o +  | 0     |
| 4     | 90 a 94 | 0     |
| 0     | 85 a 89 | 4     |
| 4     | 80 a 84 | 4     |
| 16    | 75 a 79 | 16    |
| 36    | 70 a 74 | 20    |
| 32    | 65 a 69 | 36    |
| 28    | 60 a 64 | 32    |
| 36    | 55 a 59 | 40    |
| 32    | 50 a 54 | 56    |
| 44    | 45 a 49 | 32    |
| 60    | 40 a 44 | 28    |
| 44    | 35 a 39 | 56    |
| 16    | 30 a 34 | 24    |
| 40    | 25 a 29 | 52    |
| 20    | 20 a 24 | 12    |
| 40    | 15 a 19 | 40    |
| 32    | 10 a 14 | 28    |
| 24    | 5 a 9   | 36    |
| 32    | 0 a 4   | 20    |

## Economia
El 2007 la població en edat de treballar era de 819 persones, 572 eren actives i 247 eren inactives. De les 572 persones actives 522 estaven ocupades (285 homes i 237 dones) i 50 estaven aturades (17 homes i 33 dones). De les 247 persones inactives 91 estaven jubilades, 66 estaven estudiant i 90 estaven classificades com a «altres inactius».

### Ingressos
El 2009 a Savasse hi havia 478 unitats fiscals que integraven 1.217,5 persones, la mediana anual d'ingressos fiscals per persona era de 20.283 €.

### Activitats econòmiques
Dels 62 establiments que hi havia el 2007, 2 eren d'empreses alimentàries, 2 d'empreses de fabricació d'altres productes industrials, 10 d'empreses de construcció, 7 d'empreses de comerç i reparació d'automòbils, 2 d'empreses de transport, 7 d'empreses d'hostatgeria i restauració, 2 d'empreses d'informació i comunicació, 1 d'una empresa financera, 9 d'empreses immobiliàries, 14 d'empreses de serveis, 4 d'entitats de l'administració pública i 2 d'empreses classificades com a «altres activitats de serveis».
Dels 13 establiments de servei als particulars que hi havia el 2009, 1 era un taller de reparació d'automòbils i de material agrícola, 3 paletes, 1 fusteria, 1 lampisteria, 5 restaurants i 2 agències immobiliàries.
Dels 2 establiments comercials que hi havia el 2009, 1 era una fleca i 1 una perfumeria.
L'any 2000 a Savasse hi havia 31 explotacions agrícoles que ocupaven un total de 660 hectàrees.

## Equipaments sanitaris i escolars
El 2009 hi havia una escola elemental.

## Poblacions més properes
El següent diagrama mostra les poblacions més properes.